# فرودگاه نیروی هوایی سلطنتی کانینگسبی

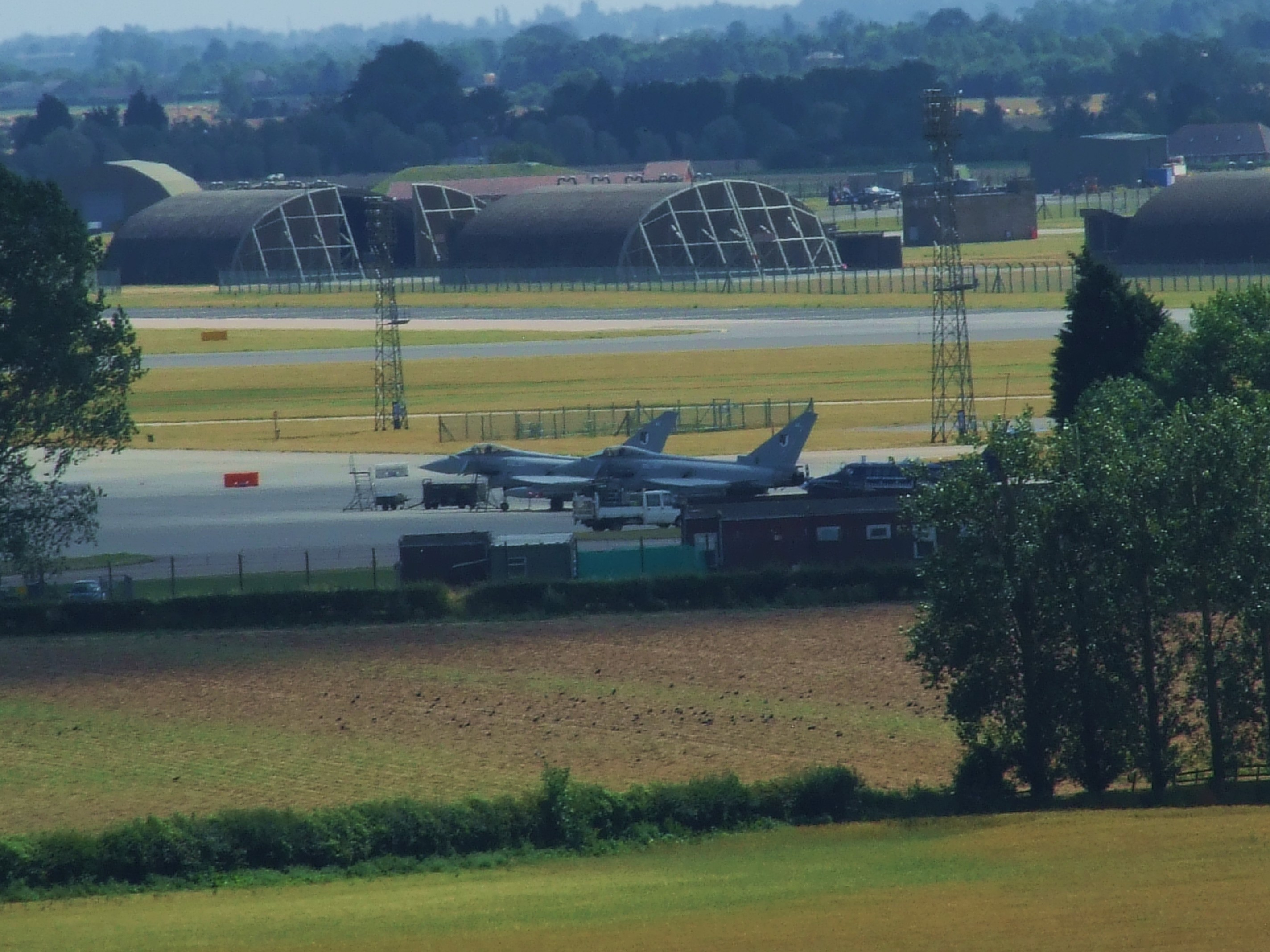
فرودگاه نیروی هوایی سلطنتی کانینگسبی (به انگلیسی: RAF Coningsby)

فرودگاه نیروی هوایی سلطنتی کانینگسبی (به انگلیسی: RAF Coningsby) یک فرودگاه است . این فرودگاه در کشور انگلستان قرار دارد .